# ناری شمالی
ناری شمالی (به انگلیسی: Nari Shumali) یک روستا در پاکستان است که در ناحیه دیره غازی خان واقع شده‌است. ناری شمالی ۱۳۶ متر بالاتر از سطح دریا واقع شده‌است.